# Santy
Pour les articles homonymes, voir Santy (homonymie).
Santy est un ver informatique, qui utilise Google pour trouver des serveurs web utilisant le logiciel de forum phpBB, et donc potentiellement attaquables par une faille de ce programme. En cas de réussite, les pages web du serveur n'affichent plus que le message "This site is defaced!!! (Ce site a été défiguré). NeverEverNoSanity WebWorm generation [nombre de sites infectés].".
Apparu le 21 décembre 2004, les requêtes du ver ont été bloquées par Google le 22 décembre 2004.